# Saint-Florent-le-Vieil
Saint-Florent-le-Vieil korábbi község Franciaország Loire mente régiójában, Maine-et-Loire megyében. 2015. december 15-én tíz másik korábbi községgel egyesült és Mauges-sur-Loire új község része lett.
Lakosainak száma 2844 fő (2018. január 1.). Saint-Florent-le-Vieil Varades, Loireauxence, Beausse, Botz-en-Mauges, La Chapelle-Saint-Florent, Le Marillais és Saint-Laurent-du-Mottay községekkel határos.

## Népesség
A település népessége az elmúlt években az alábbi módon változott:
| Lakosok száma | 2089 | 2203 | 2559 | 2511 | 2623 | 2686 | 2721 | 2809 | 2862 | 2844 |
|               | 1962 | 1968 | 1982 | 1990 | 1999 | 2008 | 2011 | 2013 | 2017 | 2018 |

## Testvértelepülés
- Tihany, magyarország